# Região Geográfica Imediata de Princesa Isabel
A Região Geográfica Imediata de Princesa Isabel é uma das quinze regiões imediatas do estado brasileiro da Paraíba, uma das cinco regiões imediatas que compõem a Região Geográfica Intermediária de Patos e uma das 509 regiões imediatas no Brasil, criadas pelo IBGE em 2017.
É composta por cinco municípios, tendo uma população estimada pelo IBGE para 1.º de julho de 2017, de 62 980 habitantes e uma área total de 1 519,177 km².
A cidade-sede Princesa Isabel é a mais populosa da região, com 23 489 habitantes.

## Municípios
Fonte: IBGE – Cidades
| Município            | População Estimativa 2017 | Área (km²) |
| -------------------- | ------------------------- | ---------- |
| Juru                 | 9 868                     | 403,269    |
| Manaíra              | 11 120                    | 352,570    |
| Princesa Isabel      | 23 489                    | 367,975    |
| São José de Princesa | 3 842                     | 158,023    |
| Tavares              | 14 661                    | 237,340    |
| Total                | 62 980                    | 1 519,177  |